# AllMusic
AllMusic (транскр.  Олмјузик), раније All Music Guide и AMG, америчка је музичка интернет база података основана 1991. године. Садржи више од 3 милиона албума, 30 милиона песама и информације о музичким извођачима.